# Gouvernement Napat
Salwai II 
Le gouvernement Napat est le gouvernement du Vanuatu depuis le 12 février 2025. Issu des élections législatives de janvier 2025, c'est un gouvernement de coalition de cinq partis, dirigé par le Premier ministre Jotham Napat.

## Composition
Le Premier ministre nomme le gouvernement suivant le 12 février :
| Portefeuille                                         | Ministre | Ministre           | Parti | Parti                | Circonscription |
| ---------------------------------------------------- | -------- | ------------------ | ----- | -------------------- | --------------- |
| Premier ministre                                     |          | Jotham Napat       |       | Parti des dirigeants | Tanna           |
| Vice-Premier ministre Ministre des Finances          |          | Johnny Koanapo     |       | Vanua'aku Pati       | Tanna           |
| Ministre de la Justice                               |          | Job Sam Andy       |       | Parti des dirigeants |                 |
| Ministre de l'Intérieur                              |          | Andrew Napuat      |       | Terre et justice     |                 |
| Ministre de l'Éducation                              |          | Simil Johnson      |       | Vanua'aku Pati       |                 |
| Ministre de la Santé                                 |          | John Qetu          |       | Groupe Iauko         |                 |
| Ministre des Terres                                  |          | Rick Mahe          |       | MRC                  |                 |
| Ministre de l'Agriculture                            |          | Ian Wilson         |       | Parti des dirigeants |                 |
| Ministre des Infrastructures                         |          | Xavier Iauko       |       | Groupe Iauko         |                 |
| Ministre du Commerce et du Commerce extérieur        |          | Samson Samsen      |       | Vanua'aku Pati       |                 |
| Ministre des Affaires étrangères                     |          | Marc Ati           |       | Groupe Iauko         |                 |
| Ministre de l'Adaptation au réchauffement climatique |          | Ralph Regenvanu    |       | Terre et justice     |                 |
| Ministre de l'Océan et des pêcheries                 |          | Jack Norris Kalmet |       | MRC                  |                 |